# James Rainwater
Leo James Rainwater, född 9 december 1917 i Council i Idaho, död 31 maj 1986 i New York i New York, var en amerikansk fysiker och nobelpristagare. 
Rainwater tilldelades, tillsammans med Aage Bohr och Ben R. Mottelson, Nobelpriset i fysik 1975 för "upptäckten av sambandet mellan kollektiva rörelser och partikelrörelser i atomkärnor, samt den därpå baserade utvecklingen av teorien för atomkärnans struktur".

## Biografi
Rainwater flyttade efter sin fars död 1918 till Hanford i Kalifornien. Han tog kandidatexamen i fysik vid California Institute of Technology 1939 och fortsatte sina studier vid Columbia University där han avlade  doktorsexamen 1946. Under andra världskriget arbetade han på atombombsprojektet. 1949 började han utarbeta sin teori att inte alla atomkärnor, i motsats till vad som allmänt antogs, var sfäriska. Hans idéer testades och bekräftades senare av Aage Bohrs och Mottelsons experiment. 
Rainwater bidrog också till den vetenskapliga förståelsen av röntgenstrålning och deltog i projekt från United States Atomic Energy Commission med mera. Han anslöt sig till fysikfakulteten vid Columbia 1946 och blev professor där 1952. 1963 tilldelades Rainwater Ernest Orlando Lawrence Award. Han utsågs till Pupin Professor of Physics 1982.